# Gleison Tibau
Janigleison Herculano Alves, plus connu sous le nom de Gleison Tibau et né le 10 juillet 1983 à Tibau au Brésil, est un pratiquant brésilien de jiu-jitsu brésilien et d'arts martiaux mixtes (MMA).

## Palmarès en arts martiaux mixtes
| 53 combats     | 37 victoires | 16 défaites |
| Par KO         | 4            | 4           |
| Par soumission | 15           | 2           |
| Sur décision   | 18           | 9           |
| Autres         | 0            | 1           |

| Résultat | Record | Adversaire               | Méthode                                       | Événement                                       | Date              | Round | Temps | Lieu                                    | Notes                                           |
| -------- | ------ | ------------------------ | --------------------------------------------- | ----------------------------------------------- | ----------------- | ----- | ----- | --------------------------------------- | ----------------------------------------------- |
| Défaite  | 37-16  | Jarrah Al-Silawi         | Décision partagée                             | PFL 3: 2022 Regular Season                      | 6 mai 2022        | 3     | 5:00  | Arlington, Texas, États-Unis            |                                                 |
| Victoire | 37-15  | Micah Terrill            | Soumission technique (étranglement bras-tête) | PFL 7: 2021 Playoffs                            | 13 août 2021      | 1     | 2:17  | Hollywood, Floride, États-Unis          |                                                 |
| Victoire | 36-15  | Rory MacDonald           | Décision partagée                             | PFL 5: 2021 Regular Season                      | 17 juin 2021      | 3     | 5:00  | Atlantic City, New Jersey, États-Unis   |                                                 |
| Défaite  | 35-15  | Joao Zeferino            | Décision unanime                              | PFL 2: 2021 Regular Season                      | 29 avril 2021     | 3     | 5:00  | Atlantic City, New Jersey, États-Unis   |                                                 |
| Victoire | 35-14  | Will Brooks              | Soumission (étranglement en guillotine)       | Battlefield FC 2                                | 27 juillet 2019   | 1     | 3:34  | Macao, Chine                            |                                                 |
| Victoire | 34-14  | Efrain Escudero          | Décision unanime                              | Golden Boy MMA - Liddell vs. Ortiz 3: War's End | 24 novembre 2018  | 3     | 5:00  | Inglewood, Californie, États-Unis       |                                                 |
| Défaite  | 33-14  | Desmond Green            | Décision unanime                              | UFC Fight Night 131 - Rivera vs. Moraes         | 1er juin 2018     | 3     | 5:00  | Utica,New York, États-Unis              |                                                 |
| Défaite  | 33-13  | Islam Makhachev          | KO (coups de poing)                           | UFC 220: Miocic vs. Ngannou                     | 20 janvier 2018   | 1     | 0:57  | Boston, Massachusetts, États-Unis       |                                                 |
| Défaite  | 33-12  | Abel Trujillo            | Disqualification (tests de dépistage)         | UFC Fight Night 77: Belfort vs. Henderson 3     | 7 novembre 2015   | 1     | 1:45  | São Paulo, Brésil                       |                                                 |
| Défaite  | 33-11  | Tony Ferguson            | Soumission (étranglement arrière)             | UFC 184: Rousey vs. Zingano                     | 28 février 2015   | 1     | 2:37  | Los Angeles, Californie, États-Unis     |                                                 |
| Victoire | 33-10  | Norman Parke             | Décision partagée                             | UFC Fight Night 59: McGregor vs. Siver          | 18 janvier 2015   | 3     | 5:00  | Boston, Massachusetts, États-Unis       |                                                 |
| Victoire | 32-10  | Piotr Hallmann           | Décision partagée                             | UFC Fight Night 51: Bigfoot vs. Arlovski 2      | 13 septembre 2014 | 3     | 5:00  | Brasilia, Brésil                        |                                                 |
| Victoire | 31-10  | Pat Healy                | Décision unanime                              | UFC Fight Night 45 - Cerrone vs. Miller         | 16 juillet 2014   | 3     | 5:00  | Atlantic City, New Jersey, États-Unis   |                                                 |
| Défaite  | 30-10  | Michael Johnson          | KO (coups de poing)                           | UFC 168                                         | 28 décembre 2013  | 2     | 1:32  | Las Vegas, Nevada, États-Unis           |                                                 |
| Victoire | 30-9   | Jamie Varner             | Décision partagée                             | UFC 164                                         | 31 août 2013      | 3     | 5:00  | Milwaukee, Wisconsin, États-Unis        |                                                 |
| Victoire | 29-9   | John Cholish             | Soumission (étrangelement en guillotine)      | UFC on FX: Belfort vs. Rockhold                 | 18 mai 2013       | 2     | 2:34  | Jaraguá do Sul, Brésil                  |                                                 |
| Défaite  | 28-9   | Evan Dunham              | Décision partagée                             | UFC 156                                         | 2 février 2013    | 3     | 5:00  | Las Vegas, Nevada, États-Unis           |                                                 |
| Victoire | 28-8   | Francisco Trinaldo       | Décision unanime                              | UFC 153                                         | 13 octobre 2012   | 3     | 5:00  | Rio de Janeiro, Brésil                  |                                                 |
| Défaite  | 27-8   | Khabib Nurmagomedov      | Décision unanime                              | UFC 148                                         | 7 juillet 2012    | 3     | 5:00  | Las Vegas, Nevada, États-Unis           |                                                 |
| Victoire | 27-7   | Rafael dos Anjos         | Décision partagée                             | UFC 139                                         | 19 novembre 2011  | 3     | 5:00  | San Jose, Californie, États-Unis        |                                                 |
| Victoire | 26-7   | Rafaello Oliveira        | Soumission (étranglement arrière)             | UFC 130                                         | 28 mai 2011       | 2     | 3:28  | Las Vegas, Nevada, États-Unis           | Soumission de la soirée.                        |
| Victoire | 25-7   | Kurt Pellegrino          | Décision partagée                             | UFC 128                                         | 19 mars 2011      | 3     | 5:00  | Newark, New Jersey, États-Unis          |                                                 |
| Défaite  | 24-7   | Jim Miller (en)          | Décision unanime                              | UFC Fight Night: Marquardt vs. Palhares         | 15 septembre 2010 | 3     | 5:00  | Austin, Texas, États-Unis               |                                                 |
| Victoire | 24-6   | Caol Uno                 | TKO (coups de poing)                          | UFC Fight Night: Florian vs. Gomi               | 31 mars 2010      | 1     | 4:13  | Charlotte, Caroline du Nord, États-Unis |                                                 |
| Victoire | 23-6   | Josh Neer                | Décision unanime                              | UFC 104                                         | 24 octobre 2009   | 3     | 5:00  | Los Angeles, Californie, États-Unis     | Combat en poids intermédiaire à 157 lb (71 kg). |
| Défaite  | 22-6   | Melvin Guillard          | Décision partagée                             | The Ultimate Fighter 9 Finale                   | 20 juin 2009      | 3     | 5:00  | Las Vegas, Nevada, États-Unis           |                                                 |
| Victoire | 22-5   | Jeremy Stephens          | Décision unanime                              | UFC Fight Night: Condit vs. Kampmann            | 1er avril 2009    | 3     | 5:00  | Nashville, Tennessee, États-Unis        | Combat en poids intermédiaire à 158 lb (72 kg). |
| Victoire | 21-5   | Rich Clementi            | Soumission (étranglement en guillotine)       | UFC Fight Night: Lauzon vs. Stephens            | 7 février 2009    | 1     | 4:35  | Tampa, Floride, États-Unis              |                                                 |
| Défaite  | 20-5   | Joe Stevenson            | Soumission (étranglement en guillotine)       | UFC 86                                          | 7 mai 2008        | 2     | 2:57  | Las Vegas, Nevada, États-Unis           |                                                 |
| Défaite  | 20-4   | Tyson Griffin            | Décision unanime                              | UFC 81                                          | 2 février 2008    | 3     | 5:00  | Las Vegas, Nevada, États-Unis           |                                                 |
| Victoire | 20-3   | Terry Etim               | Décision unanime                              | UFC 75                                          | 8 septembre 2007  | 3     | 5:00  | Londres, Angleterre                     |                                                 |
| Victoire | 19-3   | Jeff Cox                 | Soumission (étrangelement bras-tête)          | UFC Fight Night: Stout vs Fisher                | 12 juin 2007      | 1     | 1:52  | Hollywood, Floride, États-Unis          |                                                 |
| Victoire | 18-3   | Antonio Moreno           | TKO (coups de poing)                          | Nordest Combat Championship                     | 9 mai 2007        | 1     | 0:55  | Natal, Brésil                           |                                                 |
| Victoire | 17-3   | Jason Dent               | Décision unanime                              | UFC 68                                          | 3 mars 2007       | 3     | 5:00  | Columbus, Ohio, États-Unis              |                                                 |
| Défaite  | 16-3   | Nick Diaz                | TKO (coups de poing)                          | UFC 65                                          | 18 novembre 2006  | 2     | 2:27  | Sacramento, Californie, États-Unis      | Combat en poids mi-moyen.                       |
| Victoire | 16-2   | Jedrzej Kubski           | Soumission (étranglement arrière)             | KO Arena 4                                      | 11 mars 2006      | 1     | 1:03  | Malaga, Espagne                         |                                                 |
| Victoire | 15-2   | Edilson Florencio        | Soumission (triangle choke)                   | Mega Combate Mossoro                            | 2 décembre 2005   | 1     | 3:26  | Mossoró, Brésil                         |                                                 |
| Victoire | 14-2   | Fabricio Camoes          | Soumission (étranglement arrière)             | Meca World Vale Tudo 12                         | 9 juillet 2005    | 1     | 2:15  | Rio de Janeiro, Brésil                  |                                                 |
| Défaite  | 13-2   | Marcelo Brito            | Décision unanime                              | Storm Samurai 7                                 | 11 juin 2005      | 3     | 5:00  | Curitiba, Brésil                        |                                                 |
| Victoire | 13-1   | Josenildo Rodrigues      | Décision unanime                              | Ceara Open 2                                    | 10 mars 2005      | 3     | 5:00  | Fortaleza, Brésil                       |                                                 |
| Victoire | 12-1   | Anderson Cruz            | KO (coups de poing)                           | Octagon Fight                                   | 24 février 2005   | 1     | NC    | Natal, Brésil                           |                                                 |
| Victoire | 11-1   | Josenildo Ramarho        | Soumission (armbar)                           | Brésilian Challenger 2                          | 21 octobre 2004   | 1     | NC    | Natal, Brésil                           |                                                 |
| Victoire | 10-1   | Carlos Alexandre Pereira | Soumission (étranglement arrière)             | Champions Night 11                              | 7 octobre 2004    | 1     | 1:16  | Ceará, Brésil                           |                                                 |
| Victoire | 9-1    | Adriano Martins          | Décision unanime                              | Amazon Fight                                    | 20 juin 2004      | 3     | 5:00  | Manaus, Brésil                          |                                                 |
| Victoire | 8-1    | Daniel Muralha           | Soumission (armbar)                           | Champions Night 10                              | 21 mai 2004       | 1     | NC    | Ceará, Brésil                           |                                                 |
| Victoire | 7-1    | Romario Manoel Da Silva  | Soumission (étranglement arrière)             | Desafio: Natal vs Nordeste                      | 9 mars 2004       | 1     | 2:30  | Natal, Brésil                           |                                                 |
| Défaite  | 6-1    | Eiji Mitsuoka            | TKO (arrêt du coin)                           | DEEP - 11th Impact                              | 13 juillet 2003   | 2     | 3:41  | Osaka, Japon                            |                                                 |
| Victoire | 6-0    | Fernando Terere          | Décision partagée                             | Bitetti Combat Nordeste 2                       | 20 mars 2003      | 3     | 5:00  | Natal, Brésil                           |                                                 |
| Victoire | 5-0    | Combattant inconnu       | Soumission (keylock)                          | Tibau Fight                                     | 11 janvier 2002   | NC    | NC    | Tibau, Rio Grande do Norte, Brésil      |                                                 |
| Victoire | 4-0    | Paulo Boiko              | Décision unanime                              | Bitetti Combat Nordeste 1                       | 28 novembre 2002  | 3     | 5:00  | Natal, Brésil                           |                                                 |
| Victoire | 3-0    | Thiago Alves             | Soumission (clé de bras)                      | Champions Night 2                               | 30 juin 2001      | 2     | 3:31  | Natal, Brésil                           |                                                 |
| Victoire | 2-0    | Rivanio Regiz            | Décision unanime                              | Currais Novos Vale Tudo Open                    | 18 mai 1999       | 3     | 5:00  | Currais Novos, Brésil                   |                                                 |
| Victoire | 1-0    | Ricardo Ricardo          | TKO (fin de carrière)                         | Mossoro Open de Vale Tudo 3                     | 24 décembre 1999  | 1     | 0:00  | Mossoró, Brésil                         |                                                 |